# أشلي هانسن
أشلي هانسن (بالإنجليزية: Ashley Hansen)‏ هي لاعبة كرة لينة أمريكية، ولدت في 5 مايو 1990 في تشاندلر في الولايات المتحدة.

## روابط خارجية
- أشلي هانسن على موقع اللجنة الأولمبية والبارالمبية الأمريكية (الإنجليزية)